# Nieuport-Delage NiD 52
Nieuport-Delage NiD 52 là một loại máy bay tiêm kích của Pháp trong thập niên 1920.

## Biến thể
Nieuport-Delage NiD 52
Nieuport-Delage NiD 72
Nieuport-Delage NiD 82

## Quốc gia sử dụng
BỉKhông quân Bỉ (3 NiD.72)
 BrasilKhông quân Brazil (NiD.72)
 Cộng hòa Tây Ban NhaKhông quân Cộng hòa Tây Ban Nha (NiD.52)
 Tây Ban NhaKhông quân Tây Ban Nha (NiD.52)

## Tính năng kỹ chiến thuật (NiD 52)
Dữ liệu lấy từ The Complete Book of Fighters 
Đặc điểm tổng quát
- Kíp lái: 1
- Chiều dài: 7,64 m (25 ft 0+3⁄4 in)
- Sải cánh: 12 m (39 ft 4+1⁄2 in)
- Chiều cao: 3 m (9 ft 10⅛ in)
- Diện tích cánh: 27,8 m² (299 ft²)
- Trọng lượng rỗng: 1.360 kg (2.998 lb)
- Trọng lượng có tải: 1.800 kg (3.968 lb)
- Động cơ: 1 × Hispano-Suiza 12Hb, 373 kW (500 hp)

 Hiệu suất bay 
- Vận tốc cực đại: 260 km/h (141 knot, 162 mph) trên độ cao 1.800 m (5.900 ft)
- Tầm bay: 400 km [2] (216 nmi, 248 mi)
- Trần bay: 8,200 m (26.900 ft[3])

Trang bị vũ khí

- Súng: 2 × súng máy 7,7 mm